# Tulaga Manuella
Sir Tulaga Manuella (ur. 26 sierpnia 1936) – polityk Tuvalu, gubernator generalny Tuvalu od 21 czerwca 1994 aż do 26 czerwca 1998 roku.
W 1996 królowa Elżbieta II nadała mu tytuł szlachecki.